# Википедија на језику африканс
Википедија на језику африканс је верзија википедије, слободне енциклопедије, на африкансу, која данас има 124.263 13.000 чланака и заузима 79. место на списку језичких издања Википедије према броју чланака.